# Bodoc
Bodoc is een Roemeense gemeente in het district Covasna.
Bodoc telt 2439 inwoners.